# Patrick Steuerwald
Patrick Steuerwald (* 3. März 1986 in Wolfach) ist ein deutscher Volleyballtrainer und ehemaliger Volleyball-Nationalspieler. Er ist aktuell der Cheftrainer des ASV Dachau.

## Karriere

### Spieler
Patrick Steuerwald begann seine Karriere in Hausach und spielte anschließend beim VC Offenburg. Vom VfB Friedrichshafen ging er zum Nachwuchsteam des VC Olympia Berlin. Mit der Junioren-Nationalmannschaft erreichte er den dritten Platz bei der Europameisterschaft 2004 und den neunten Rang bei der Weltmeisterschaft 2005. Zur Saison 2005/06 wechselte er innerhalb der Hauptstadt zum SCC Berlin. Ein Jahr später ging er zu Generali Haching, mit dem er 2009 und 2010 deutscher Pokalsieger wurde. In der Saison 2010/11 spielte er in Italien bei Umbria Volley, 2011 wechselte er nach Polen zu AZS Politechnika Warszawska. 2012 kehrte Steuerwald zurück zu Generali Haching und wurde hier 2013 erneut DVV-Pokalsieger. Danach wechselte er wieder nach Italien zu Tonno Callipo Vibo Valentia. 2014 ging der Zuspieler nach Frankreich zu Saint-Nazaire Volley-Ball Atlantique. Im Jahr 2015 wechselte Steuerwald wieder in die deutsche Bundesliga zum TSV Herrsching. 2017 wechselte er zum Ligakonkurrenten United Volleys Rhein-Main.
Seit 2005 spielte Patrick Steuerwald auch in der deutschen Nationalmannschaft. Unter Bundestrainer Raúl Lozano war er ab 2009 hier Stammzuspieler. 2012 zog der neue Bundestrainer Vital Heynen aber Simon Tischer und Lukas Kampa vor. 2013 kehrte er zurück in die Nationalmannschaft und spielte in der Weltliga.

### Trainer
Nach Beendigung seiner aktiven Karriere war Steuerwald 2019/20 Co-Trainer beim Bundesligisten VfB Friedrichshafen. In der Saison 2020/21 war er Cheftrainer beim Bundesliga-Aufsteiger TSV Unterhaching. Im April 2021 wechselte Patrick Steuerwald als Cheftrainer zum Drittligisten ASV Dachau, mit dem ihm zur Saison 2023/24 der Aufstieg in die 1. Bundesliga gelang.

## Privates
Steuerwalds Bruder Markus ist ebenfalls Volleyball-Nationalspieler.